# خانه علی پناه برسیا
خانه علی پناه برسیا مربوط به دوره صفوی است و در شهرستان کهگیلویه، روستای بوآی علیا واقع شده و این اثر در تاریخ ۱۲ بهمن ۱۳۸۱ با شمارهٔ ثبت ۷۴۷۱ به‌عنوان یکی از آثار ملی ایران به ثبت رسیده است.